# Cartocciata
La cartocciata è una specialità della cucina catanese ed è un rustico simile ad un piccolo calzone, da cui si differenzia per la pasta più alta e morbida.

## Ripieno e varianti
La cartocciata classica ha la forma a mezza luna, è chiusa come un calzone ed è ripiena di salsa di pomodoro, mozzarella, prosciutto cotto e olive. Altre varianti si presentano come un calzone di forma rettangolare aperto alle estremità il cui ripieno è costituito da formaggio accompagnato da melanzane, spinaci, funghi, wurstel o uovo sodo.
Quando è di forma sferica, ripiena solo di mozzarella e prosciutto cotto, prende il nome di bomba; le bombette sono analoghe di dimensioni ridotte e vengono usate solitamente come antipasti.

## Preparazione
Si prepara l'impasto (simile a quello per la pizza) con acqua, farina, lievito e strutto e si lascia lievitare. Quando l'impasto è pronto, si stende e si ricavano dei dischi o delle sfere che vengono farcite con il ripieno e si lasciano lievitare ancora un po'. Si passa quindi alla cottura: le cartocciate vengono generalmente cotte al forno, ma si possono anche friggere (specialmente le bombe), dopo averle spennellate con latte e un uovo sbattuto.